# Іляна Косинзяна

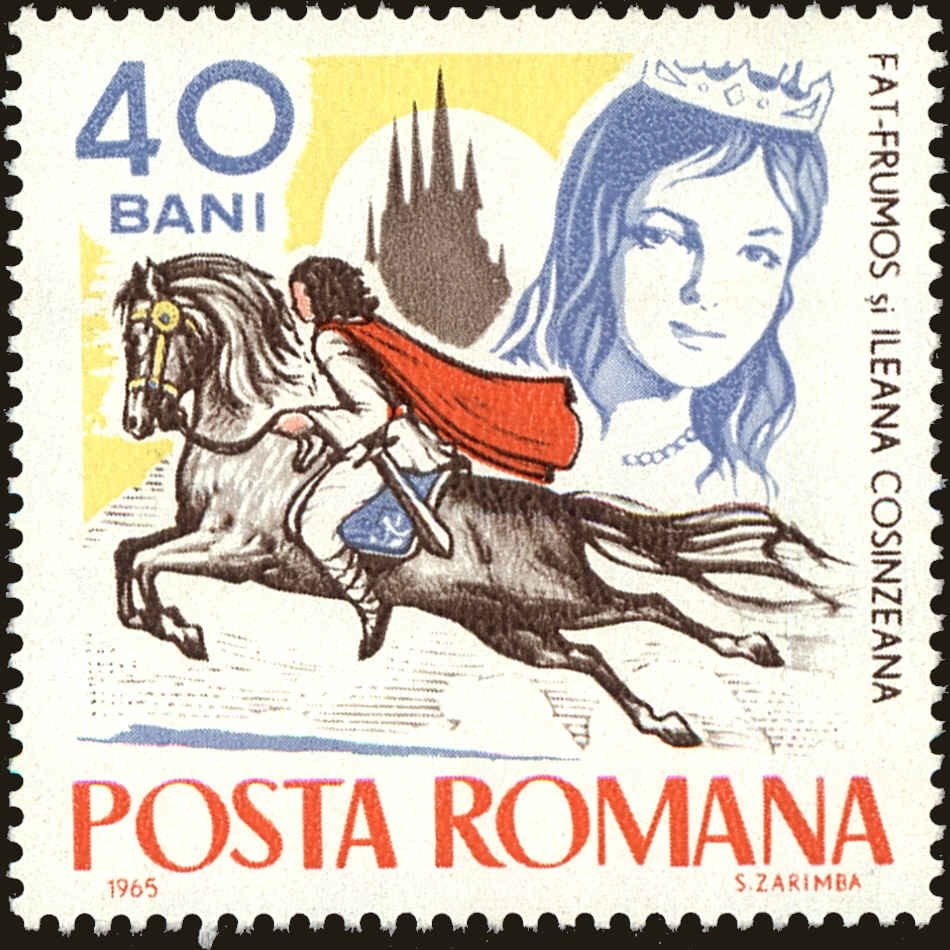
Румунська поштова марка 1965.

Іляна Косинзяна (рум. Ileana Cosânzeana) — персонаж румунської міфології. Згідно з легендою вона була прекрасною принцесою, яку викрав Змій (рум. Zmeu) і замкнув у башті. Іляну врятував Фет-Фрумос, який подолав безліч перешкод на шляху і переміг Змія.  Після цього вони жили щасливо до глибокої старості.
Іляна представлена у фольклорі як ідеал жіночої краси. Її погляд порівнюється з сонцем, тіло з морем, одяг її зроблений з квітів.
У Іляни Косинзяни є старший брат Вірячи-Вітязул. Як персонаж він з'являється в румунській казці «Кіпер-Вітязул, Вірячи-Вітязул і Муча-безсмертний» і в молдовській «Фет-Фрумос і Вірячи-Богатир».
Ім'я Косинзяна походить від Sânziana, де Sân — від латинського sancta, а Ziana (Zâna) — дакійська назва римської богині місяця Діани.  Таким чином, Косинзяна — це Свята Діана (Diana sancta), витіснена з міфології і релігійних культів гето-даків до казок.